# Щеглов, Иван Львович
Иван Львович Щеглов (1874—1937) — русский геолог, почвовед и краевед.

## Биография
Родился в 1874 году.
В 1914—1916 годах — заведующий Казанским земельным фондом.
После революции преподавал в Саратовском государственном институте сельского хозяйства и мелиорации.
Умер в 1937 году. Похоронен на Воскресенском кладбище Саратова (уч. № 6).

## Публикации
- О так называемом юрьевском черноземе : Предварительный отчет о летней экскурсии 1897 г. : (Доклад И. Л. Щеглова, чит. в заседании Почвен. комис. 22-го окт. 1897 г.). — СПб. : тип. В. Демакова, [1898]. — 50 с. : табл.
- Находка орудий каменного века на берегу озера Колодлива в Меленковском уезде Владимирской губернии : [Отчет об исслед., произвед. в 1898 г. по поруч. Имп. Спб. общ. естествоиспытателей] / И. Л. Щеглов. — СПб. : тип. М. Меркушева, 1900. — [2], 11 с. : карт., черт.
- К вопросу о фосфоритах Владимирской губернии : Геол. очерк / И. Л. Щеглов. — Владимир на Клязьме : Владимирск. губ. земск. управа, 1900. — 35 с.
- Краткие сведения о насекомых, наиболее вредных для русского полеводства, садоводства, огородничества и лесоводства в северной и средней России / Сост. И. Л. Щеглов. — Владимир на Клязьме : Владимирск. губ. земск. управа, 1900. — [2], 46, II с., 4 л. ил.
- Почвы Калмыцкой области / Сост. зав. Кафедрой почвоведения Саратовск. ин-та сельск. хоз. и мелиорации проф. И. Л. Щеглов. — Саратов, 1926—1930.
- Почвы Валуйской мелиоративной станции: С прилож. почвенной карты и очерка В. Е. Булычевой : К вопросу о деградированных солонцах / И. Л. Щеглов ; Предисловие: Ф. Е. Чугунов. — Саратов : Тип. № 1 Промкомбината Аткарск. УИКа, 1928 ([Аткарск]). — III, (3-263), [1] с., [7] вклад. л. ил., черт., карт. в 2 краски.
- Почвы Хоперского округа : Почвенно-геолог. очерк с прил. почвенной карты / Составили И. Л. Щеглов и В. Е. Булычева. — Саратов : Тип. № 2 Крайполиграфпрома, 1930. — II, (5-146) с., 1 вкл. л. карт.
- Почвы окрестностей города Саратова / И. Л. Щеглов, В. Е. Булычева. — Саратов : Тип. № 2 Крайполиграфпрома, 1930. — 89, [3] с., [2] вкл. л. карт. : черт.

В публикациях использовал псевдонимы: Щ..
Ему также принадлежит исследование: «Трухмены и ногайцы Ставропольской губернии» (Ставрополь : Деп. гос. зем. имуществ, 1910—1911): Т. 2, вып. 1: Сведения о хозяйстве кочующих трухмен. Сведения о хозяйстве оседлых трухмен; Т. 2, вып. 2: Хозяйство хуторян овцеводов и русских крестьян; Т. 3: Хозяйство полуоседлых и оседлых ногайцев; Т. 4: Бюджеты трухмен и ногайцев.